# أنظمة سلامة مفاعل الماء المغلي

رسم تخطيطي لمفاعل الماء المضغوط

أنظمة سلامة مفاعل الماء المغلي هي أنظمة أمان نووية يتم إنشاؤها داخل مفاعلات الماء المغلي من أجل منع أو تخفيف المخاطر البيئية والصحية في حالة وقوع حادث أو كارثة طبيعية.

## نبذة
مثل مفاعل الماء المضغوط ، يستمر قلب المفاعل في إنتاج الحرارة من الاضمحلال الإشعاعي بعد توقف تفاعلات الانشطار، مما يجعل حادث الضرر الأساسي ممكنًا في حالة فشل جميع أنظمة الأمان وعدم تلقي قلب المفاعل لمبرد. أيضًا مثل مفاعل الماء المضغوط، يحتوي مفاعل الماء المغلي على معامل فراغ سلبي، أي أن ناتج النيوترون (والحراري) للمفاعل يتناقص مع زيادة نسبة البخار إلى الماء السائل داخل المفاعل.